# Preimage resistance
Preimage resistance to właściwość funkcji skrótu H taka, że znając jakiś skrót h nie istnieje żadna szybka metoda znalezienia wiadomości m takiej że H(m) = h.
Jest to najsłabsza kryptograficzna właściwość funkcji skrótu. Funkcje które nie są preimage resistant nie mają praktycznie zastostowań kryptograficznych, za to samo preimage resistance nie jest właściwością wystarczającą dla wielu zastosowań.
Jeśli funkcja nie jest preimage resistant, to nie jest też second preimage resistant – dla danej wiadomości m1 liczymy hasz h, po czym go odwracamy, znajdując takie m2, że H(m2) = h = H(m1). Ponieważ przestrzeń wiadomości jest o wiele większa od przestrzeni haszy, z prawdopodobieństwem bliskim 1 m1 i m2 są różne.
W ten sam sposób możemy znajdować kolizję funkcji haszującej która nie jest preimage resistant – losujemy m1, liczymy h=H(m1), po czym obliczamy m2, takie że H(m1)=h=H(m2).